# Psie Pole

1928 eingemeindete ehemalige Stadt Hundsfeld nordöstlich von Breslau auf einer Landkarte von 1905

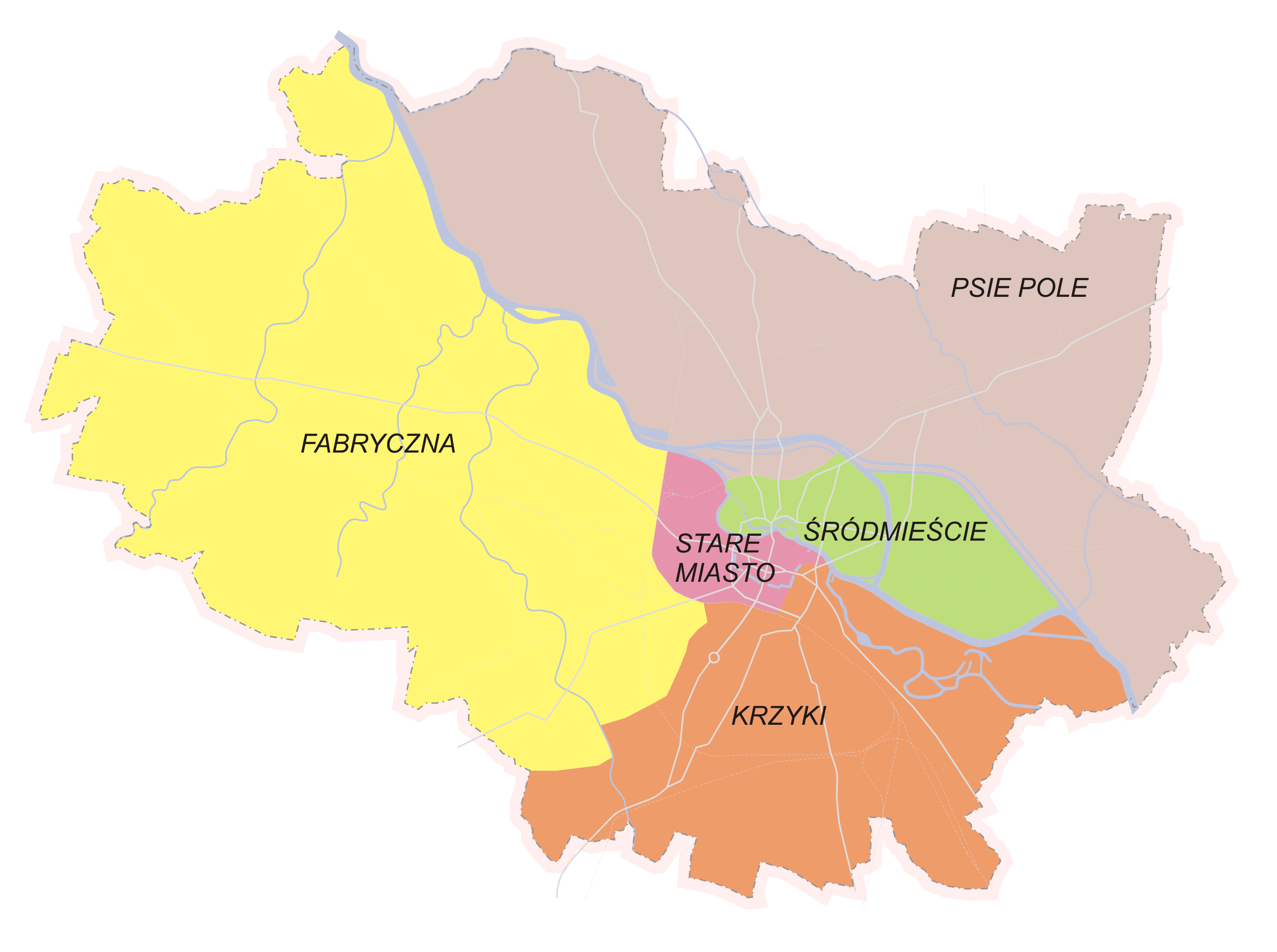
Stadtbezirk Psie Pole (grau) auf einer Karte von Breslau

Psie Pole (deutsch: Hundsfeld) ist einer der fünf Stadtbezirke der Stadt Breslau in der Woiwodschaft Niederschlesien in Polen.

## Geographische Lage
Psie Pole liegt am Ufer der Weide (Widawa), einem nördlichen Zufluss der Oder. Er umfasst die Ortsteile Osobowice (Oswitz), Karłowice (Karlowitz), Psie Pole (Hundsfeld) und Kowale (Kawallen), erstreckt sich nördlich der Breslauer Innenstadt über mehr als zehn Kilometer in Ost-West-Richtung.

## Geschichte

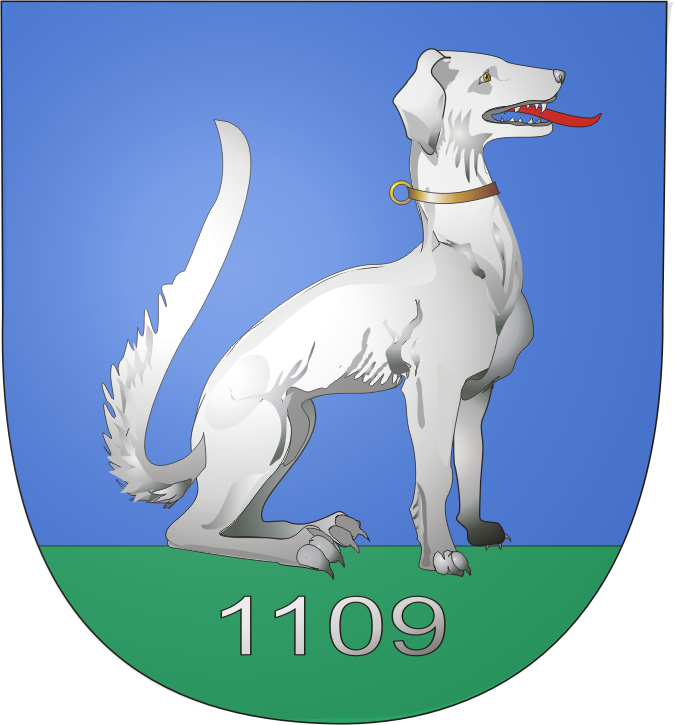
Stadtwappen von Hundsfeld bis 1928

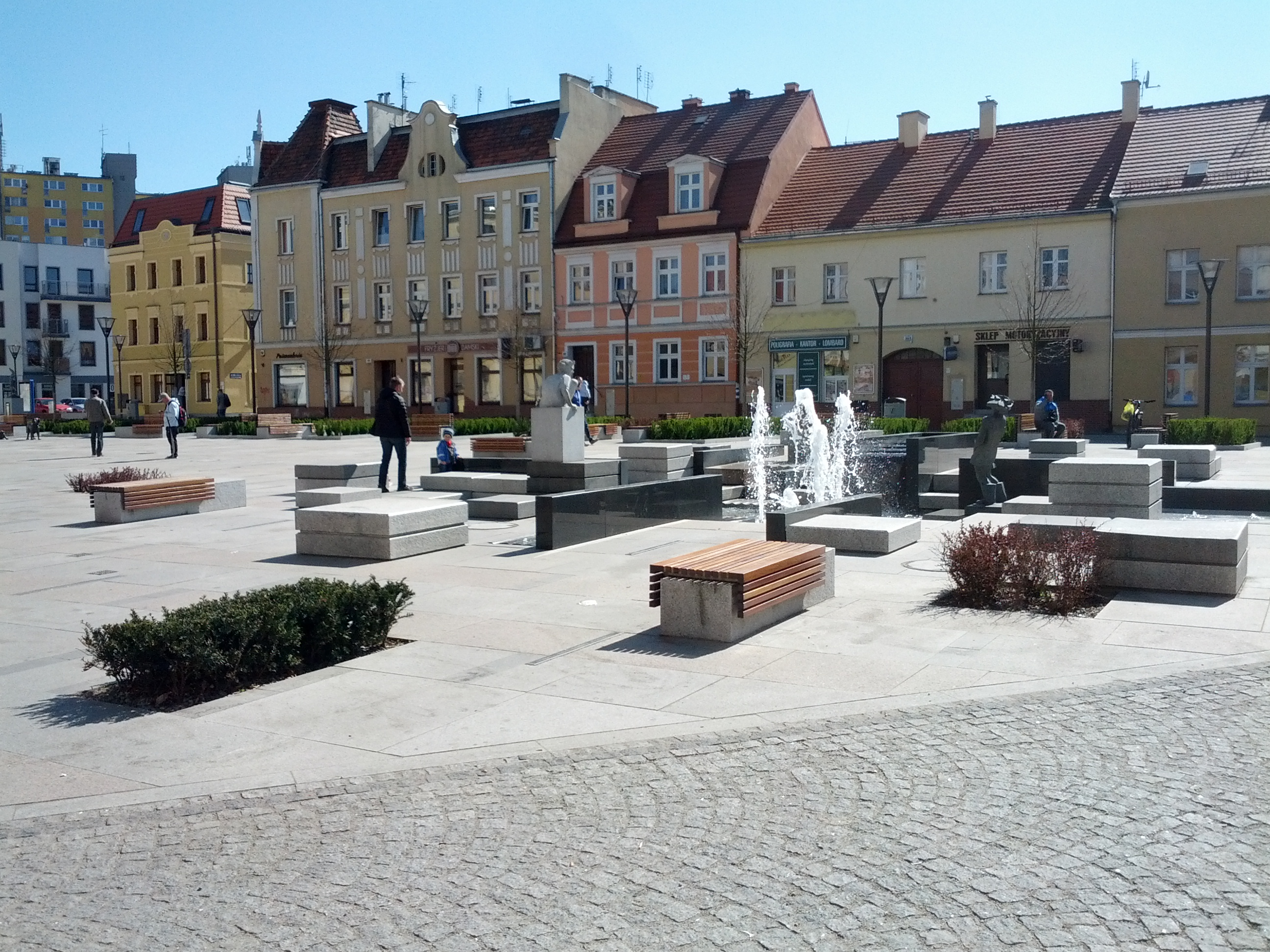
Rynek (Marktplatz) nach der Renovation (2013)

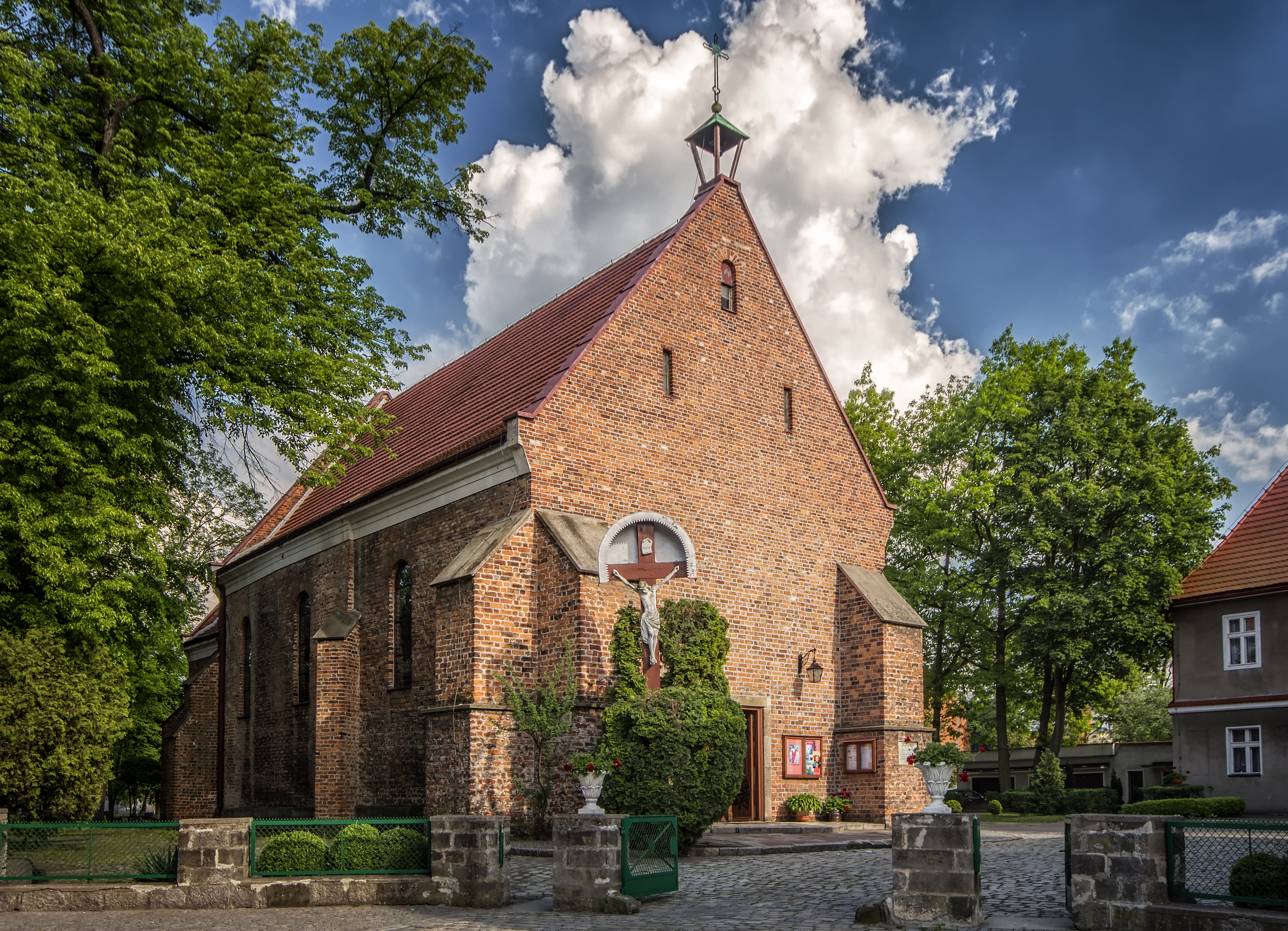
Hundsfelder Jakobskirche

Hundsfeld war bis 1928 eine eigenständige Stadt im Landkreis Oels und wurde dann nach Breslau eingemeindet.
Zur Herkunft der Ortsbezeichnung Hundsfeld gibt es unterschiedliche Legenden. Dem Chronisten Gallus Anonymus († 1116) zufolge soll König Heinrich V. auf seinem Feldzug von 1109 nach erfolgloser Belagerung von Glogau vor den Toren  Breslaus  erschienen sein, wurde dort aber vom polnischen Herzog Bolesław III. Schiefmund aufgehalten. Der im 13. Jahrhundert schreibende und für seine pittoresken Ausschmückungen historischer Überlieferung bekannte Chronist Vinzenz Kadłubek berichtet, das Schlachtfeld habe den Namen Hundsfeld erhalten, weil das deutsche Heer in der Nähe von Breslau eine dermaßen schwere Niederlage erlitten habe, dass die Bevölkerung bei der Bestattung der vielen Toten überfordert war und diese zum Teil den Hunden überlassen musste. Eine andere Version besagt, dass das deutsche Heer viele an Krankheiten Verstorbene und Verhungerte zurückgelassen habe, weshalb die Bevölkerung, die die Deutschen mit dem Schimpfwort Hunde belegte, die Stätte später als Hundsfeld bezeichnete.
Aus Hundsfeld liegt die früheste Nachricht über die Ansiedlung von Deutschen auf herzoglichem Boden vor; dies geht aus einem 1203 vereinbarten und 1206 beurkundeten Tausch des herzoglichen Gutes Hundsfeld samt Kirche, Einkünften und dort ansässigen Deutschen gegen das Gut Ohlau des Breslauer Vinzenzstiftes hervor. Auf dem unbebauten Land von Hundsfeld  entstand ein Vorwerk, das 1274 Otto v. Biberstein besaß, der es 1281 mit Genehmigung des Abtes für 325 Mark an die Gebrüder Gablo, Bürger und Kaufleute in Breslau, weiterverkaufte. Zum Besitz Bibersteins in Hundsfeld gehörte auch eine Taverne, die ihm der Herzog als Anerkennung für seine Verdienste übertragen hatte.
Der deutsche Ortsname Hundsfeld hat mit dem 1305 erwähnten Ort Hundzfelt (1206 polnisch  Pzepole, 1281 lateinisch caninus campus)  nichts zu tun; vielmehr dürfte er sich auf eine herzogliche Hundewärtersiedlung beziehen.
Der Grundriss von Hundsfeld im Anschluss an das Vorwerk ähnelte dem eines Straßenangerdorfs. Die Bürger lebten hauptsächlich von der Landwirtschaft und verdienten außerdem am Durchgangsverkehr. 1473 wird Hundsfeld erstmals als Stadt erwähnt. Die Handwerker des Städtchens waren noch am  Ende des 18. Jahrhunderts den Innungen von Oels angeschlossen. Gegen Ende des Mittelalters befanden sich Vorwerk und Stadt vorübergehend im Besitz der Oelser Landesherren. Von 1527 bis 1534 befand sich Hundsfeld im Besitz der Stadt Breslau, seit 1571 dann im Besitz adliger Familien, von 1692  bis zur Säkularisation 1810 wieder dem Breslauer Vinzenzstift.
Die Reformation hielt vor 1530 in Hundsfeld Einzug; 1543 wurden in Hundsfeld evangelische Schriften gedruckt. Die Evangelischen erhielten erst 1791–1793 eine eigene Kirche. Seit 1833 durften zwei Krammärkte und zwei Viehmärkte abgehalten werden.   Um die Mitte des 19. Jahrhunderts hatte die Stadt eine evangelische Kirche, eine katholische Kirche, eine Synagoge und berühmte Märkte.
Der Generalsuperintendent Theodor Nottebohm 
erlebte bei seinem Besuch zur Visitation am Himmelfahrtstag im Jahre 1912, wie sich die evangelische Kirchengemeinde Hundsfeld sowohl bei ihren Mitgliedern als auch bei der „katholischen Brudergemeinde“ für ihren Beitrag zum Gelingen der Visitationsveranstaltungen bedankte. Das wurde in der Öffentlichkeit als schönes und friedliches Einvernehmen beider Konfessionen im Sinne der Ökumene gewertet und mit der Hoffnung verbunden, dass es „hierorts bis in die fernsten Zeiten so bleiben möge!“
Am Anfang des 20. Jahrhunderts gehörte die Stadt Hundsfeld zum Kreis Oels und hatte einige mittelständische Betriebe, die zuvor vorhandene Synagoge wird nicht mehr erwähnt.

Bevölkerungsentwicklung
| Jahr | Einwohner | Anmerkungen                                         |
| ---- | --------- | --------------------------------------------------- |
| 1787 | 0656      | [ 1 ]                                               |
| 1825 | 0829      | davon 328 Evangelische, 409 Katholiken und 92 Juden |
| 1829 | 0809      | davon 354 Evangelische, 385 Katholiken und 70 Juden |
| 1840 | 0774      | davon 396 Evangelische, 342 Katholiken und 36 Juden |
| 1900 | 1.935     | [ 6 ]                                               |
| 1905 | 2.168     | [ 1 ]                                               |
| 1927 | 3.131     | [ 1 ]                                               |

## KZ-Außenlager
Im Dritten Reich befand sich in Breslau-Hundsfeld ein Außenlager des KZ Groß Rosen. Gegen Kriegsende waren hier bis zu 1000 Frauen in der Produktion von Rüstungsgütern für die Firma Rheinmetall-Borsig AG eingesetzt. Bis März 1946 wurden im Lager Breslau-Hundsfeld deutsche Kriegsgefangene bis zu ihrem Weitertransport in den Kaukasus gefangengehalten.

## Verkehr
Durch Psie Pole führen die Fernverkehrsstraßen Breslau–Oels (Oleśnica) und Breslau–Lissa (Leszno) sowie die Autostrada A8.
Seit  1868  besteht die Eisenbahnverbindung nach Breslau und nach Oels, Kreuzburg und Vossowska sowie seit 1886 nach Trebnitz. In Psie Pole befinden sich die Bahnhöfe Psie Pole und Sołtysowice an der Bahnstrecke Breslau–Oels (poln. Oleśnica).